# Brommö
Brommö est une île de 13,26 km2 sur le lac Vänern en Suède.

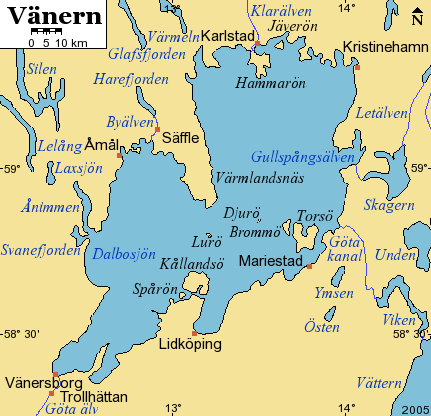
Le lac Vänern.

## Personnalités liées à l'île
- L'écrivain Adolf Paul (1863-1943) est né à Brommö.